# Дубовое (Синельниковский район)
Дубовое (укр. Дубове) — село,
Новогнедовский сельский совет,
Синельниковский район,
Днепропетровская область,
Украина.
Код КОАТУУ — 1224886404. Население по переписи 2001 года составляло 141 человек.

## Географическое положение
Село Дубовое находится в 3,5 км от правого берега реки Осокоровка,
в 2-х км от села Панасовка.
Рядом проходит автомобильная дорога М-18 (E 105).